# 富爾敦 (那拉氏)
富爾敦，又作傅爾敦、福爾敦，生卒年不詳，滿洲正黃旗人，納蘭性德次子。
富爾敦為康熙三十八年（1699年）己卯科順天鄉試舉人，康熙三十九年（1700年）庚辰科三甲進士。曾任七品官，其後不詳。